# Deirdre Kelly
Deirdre "Dee" Kelly (1971), también conocida como White Dee, es una actriz británica. En 2014 y 2015 apareció en la serie documental de televisión Benefits Street, y en 2014 participó en el Celebrity Big Brother. Interpretó el personaje de Liz en la película Ray & Liz, dirigida por Richard Billingham en 2018.
En 2014 Kelly intervino en la sección de política social, durante una Conferencia del Partido Conservador en Birmingham.

## Películas
- Ray (2015) – vídeo.
- Ray & Liz (2018) – película de Richard Billingham.[11][12]

## Televisión
- Benefits Street[13][14][15][16]
- Celebrity Big Brother 14 (UK)[17][18]
- White Dee: What's the Fuss About? (2015) – documental
- When Reality TV Goes Horribly Wrong (2017) – documental